# 農家の嫁は弁護士!神谷純子のふるさと事件簿
『農家の嫁は弁護士!神谷純子のふるさと事件簿』（のうかのよめはべんごし かみやじゅんこのふるさとじけんぼ）は、2005年から2009年までテレビ東京・BSジャパン共同制作「水曜ミステリー9」で放送されたテレビドラマシリーズ。全4回。主演は浅野ゆう子。

## 概要
東京の一流弁護士事務所に所属していた宮内純子だが、不正行為に手を染める事務所に辞表を叩きつけた夜に酔った勢いで知り合った神谷康介と結婚し、彼の実家である山形県寒河江市のさくらんぼ農家に嫁入りする。農作業の手伝いに追われる毎日であるが、そのかたわら弁護士の数が少ない地域住民のために法律相談所を開設している。
ドラマは、平和な田舎町で発生する殺人事件を解決する弁護士の活躍を描いている。

## 登場人物

### 神谷家
神谷純子
演 - 浅野ゆう子
神谷法律相談事務所の弁護士。旧姓は「宮内」。かつては東京の「大塚弁護士事務所」に所属していたが、土地買収にかかわる疑惑の内部告発者の自殺に対する不信感や正義感から事務所と対立し、辞職。その夜に飲み屋で知り合った康介と結婚し、夫の実家であるさくらんぼ農家の嫁と弁護士を兼業することに。
神谷康介
演 - 山下真司
純子の夫、寒河江市でさくらんぼ農家を営む。東京へ出稼ぎに出ていた頃、飲み屋で見かけた純子の正義感に感動したことがきっかけで知り合い、結婚。
神谷明美
演 - 高畑淳子
康介の姉。両親を早くに亡くした事から、康介にとっては親代わりの存在。独身。

### その他
八巻寛太
演 - 萩原流行（第2作 - 第4作）
山形県警察の刑事、"痔"持ち。
石川拓郎
演 - 酒井敏也（第1作）、武野功雄（第2作）
康介の友人。

### ゲスト
第1作「連続殺人は結婚式の朝に始まる!一粒のサクランボをダイヤに変える疑惑の花嫁」（2005年）
- 吉井〈城山〉優香（一郎の新妻） - 黒坂真美
- 水谷麗（元女優・スナックママ） - 森川由加里
- 城山一郎（康介の後輩） - 宮下直紀
- 武居明（水谷麗のマネージャー） - 日比野玲
- 久枝武史（刑事） - 坂本あきら
- 大塚茂（大塚弁護士事務所 弁護士） - 山田明郷
- 奥野龍次（青年団） - 板尾創路
- 近藤直人（弁護士・純子の昔の同僚） - 京本政樹

第2作「リフォーム業者の裏の顔!バラの刺青に隠された女の悲しい過去…」（2006年）
- 石倉加奈子（石倉の妻） - 越智静香
- 石倉京三（バラ園） - 伊藤正之
- 山中敏男（康介の友人） - 鴈龍太郎
- 竹本保（ヤミ金業者） - 春田純一
- 三島真人（東京地検検事） - 河西健司
- 乾美沙子（ヤミ金業者） - 原久美子
- スナック「みずえ」ママ - 伊佐山ひろ子
- 山里杏子（ホステス） - 稲田奈緒
- 梅原和則（竹本の部下） - 佐野大樹
- 安川美咲（安川の妻） - 藤田記子
- 安川誠（農家） - 井川哲也
- スーパー店主 - 菊地尚弘
- 小野沢和正（元警察官） - 寺泉憲

第3作「サクランボ農家を狙う連続殺人!セレブ一族のウラの顔を暴け!」（2007年）
- 平賀充子（平賀の妻） - 秋本奈緒美
- 室田幸子（バー「そんぴん」ママ） - 芦川よしみ
- 岩波慎一（寒河江青年団） - 小林健
- 田口美和（バー「そんぴん」ホステス・岡島の元妻） - 遠野舞子
- 久野君子（バー「そんぴん」ホステス・美和の同僚） - 森洋子
- 関根友章（寒河江青年団・農家） - 樋渡真司
- 松田秀男（寒河江青年団） - 永田耕一
- 関根俊子（関根の妻） - 田村もとこ
- 美和の昔なじみの客 - 野澤いっぺい
- バー「Evita」バーテン - 米澤牛
- 充子の父 - 菊地尚弘
- 平賀明徳（山形県議会議員立候補者・平賀建工 社長） - 山下規介
- 岡島晴彦（平賀の秘書） - 美木良介

第4作「深夜の病院屋上から落下する謎の美女！母の形見が暴くセレブ一族の犯罪」（2009年）
- 杉原玲子（杉原総合病院 院長・心臓外科の名医） - 朝加真由美
- 太田麻衣子（杉原総合病院 医師） - 大沢さやか（幼少期：彩田真鈴）
- 北見信太郎（杉原総合病院 副院長） - 山本龍二
- 佐山隆弘（チヅの息子・ゆかりの元恋人） - 弓削智久
- 杉原ゆかり（玲子の娘・東京医科大学 3年生） - 大村彩子（幼少期：森田想）
- 池上裕太（お笑い芸人） - 蟹江一平
- 横溝達郎（ゆかりの恋人） - 坂本爽
- 中根誠一（経理） - 尾崎右宗
- 吉田圭吾（山形県警 刑事・八巻の部下） - 田宮五郎
- （杉原総合病院 元看護師） - 川村亜紀
- 綾香の母 - 石原身知子
- 綾香の父 - 並川倖大
- 豊子（マンション管理人） - 片岡富枝
- 警備員 - 大堀こういち
- 木島綾香（患者） - 飯野芹菜
- 佐山チヅ（寒河江市在住の農家・純子の知人） - 中原ひとみ

## スタッフ
- 脚本 - 久松真一（第1作）、田辺満（第2作）、いとう斗士八（第3作、第4作）
- 監督 - 伊藤寿浩
- 法律監修 - 吉村俊信
- ロケ協力 - 山形市、寒河江市、山形フィルムコミッション、寒河江市商工観光課 ほか
- 殺陣 - 大道寺俊典
- 技術協力 - バスク
- 美術協力 - フジアール
- プロデュース - 岡部紳二（テレビ東京）、森川真行、野村宣弘（第1作）、桜井卓也
- 製作 - テレビ東京、BSジャパン、ファインエンターテイメント

## 放送日程
| 話数 | 放送日        | サブタイトル                                                            | 脚本       | 視聴率 |
| ---- | ------------- | ----------------------------------------------------------------------- | ---------- | ------ |
| 1    | 2005年7月20日 | 連続殺人は結婚式の朝に始まる!一粒のサクランボをダイヤに変える疑惑の花嫁 | 久松真一   | 10.8%  |
| 2    | 2006年8月30日 | リフォーム業者の裏の顔!バラの刺青に隠された女の悲しい過去…              | 田辺満     | 12.0%  |
| 3    | 2007年6月20日 | サクランボ農家を狙う連続殺人!セレブ一族のウラの顔を暴け!                | いとう斗士 | 09.6%  |
| 4    | 2009年2月18日 | 深夜の病院屋上から落下する謎の美女！母の形見が暴くセレブ一族の犯罪      | いとう斗士 | 07.9%  |

- 視聴率はビデオリサーチ調べ、関東地区・世帯

## 遅れネット
- 山陰放送では、第4作を2009年3月12日の「BSSアフタヌーンスペシャル」枠で初放送している。